# Ross Lynch
Ross Shor Lynch (Littleton, Colorado, 1995. december 29. –) amerikai színész, énekes és zeneszerző. Ő volt az R5 pop-rock együttes énekese. A testvérével Rocky Lynchel van egy közös együttesük amit The Driver Era-nak hívnak. Színészként Austin Moonként vált híressé a Disney Channel által gyártott sorozatában, az Austin és Allyben, valamint ő játszotta Bradyt a Tengerparti Tini Mozi televíziós sorozatban. Harvey Kinklet alakítja a 2018-ban a Netflixen indult Sabrina hátborzongató kalandjai című természetfeletti, horror, drámasorozatban.

## Fiatalkora

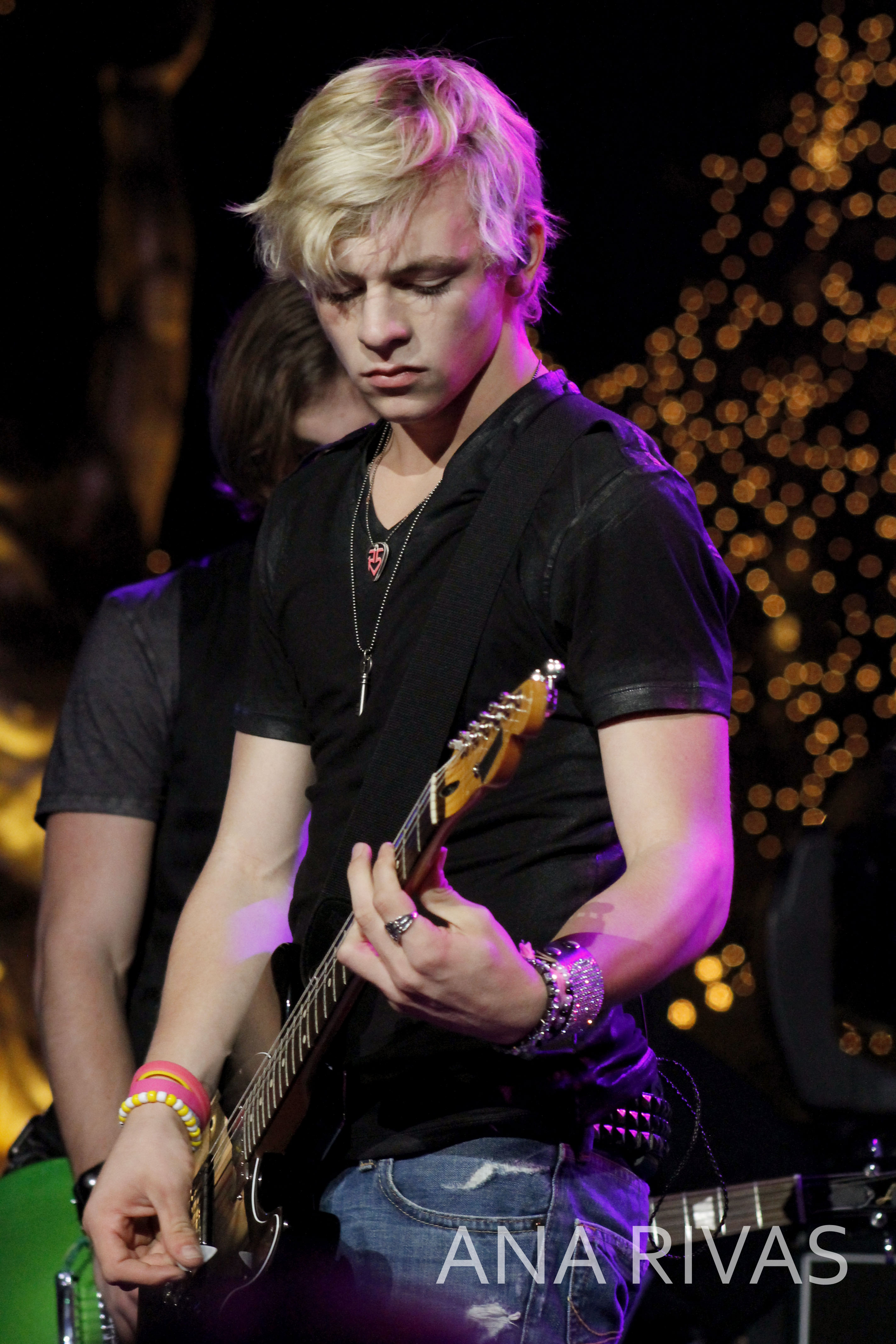

Ross Shor Lynch néven született 1995. december 29-én a Coloradoi Littletonban. Négy testvére van Riker, Rydel, Rocky és Ryland. Ross már egészen kiskorában megtanult gitározni, zongorázni és énekelni. Lynch a két humorista Derek Hough és Julianne Hough másodunokatestvére.. 2007-ben a családjával Los Angelesbe költözött.

## Színészi karrier
Az első szerepét 2009-ben kapta a Moises Rules! című televíziós sorozatban, amelyben Ross "The Boss" szerepében csillogtathatta meg a színészi tehetségét. 2010-ben megkapta Aaron szerepét a Grapple! című rövidfilmben, majd 2011-ben az A Day as Holly's Kids című rövidfilmben tűnt fel. 2011-ben Laura Marano mellett megkapta az egyik főszerepet a nagysikerű Austin és Ally című Disney sorozatban. Ebben Austin Moon karakterét formálja meg. 2012-ben egy epizód erejéig feltűnt a Jessie című sorozatban is.
2013-ban főszerepet kapott a Tengerparti Tini Mozi című Disney filmben Maia Mitchell mellett. Ezt követően pedig az A Pókember elképesztő kalandjai című sorozatban kapta meg Jack Russel szerepét. 2014-ben feltűnt a Muppet-krimi: Körözés alatt című filmben.
2015-ben a nagysikerű Tengerparti Tini Mozi folytatásában játszott. Ezt követően pedig egy epizód erejéig szerepelt a Riley a nagyvilágban című Disney sorozatban. 2016-ban jelent meg a Snowtime! című filmje. Ebben Piers szerepében láthatjuk. 2017-benszerepet kapott a My Friend Dahmer-ben, mint Jeffrey Dahmer. 2018-ban a Status Update című filmben kapta meg Kyle Moore szerepét, valamint a Sabrina hátborzongató kalandjai című sorozatban látható, mint Harvey Kinkle. 2019-ben feltűnik a Chilling Adventures of Sabrina: Pt 2 – Under Kiernan Shipka's Spell című rövidfilmben, mint Harvey. Emellett még több rövidfilmben is feltűnt karrerje során.

## Énekes karrier

### Kezdeti évek
Ross már bandái előtt is énekelt. Többek közt az Austin és Ally című sorozatban és a sorozathoz készült soundtrack albumon is. Ezen kívül pedig még a Tengerparti Tini Mozi című filmben is énekelt.

### R5

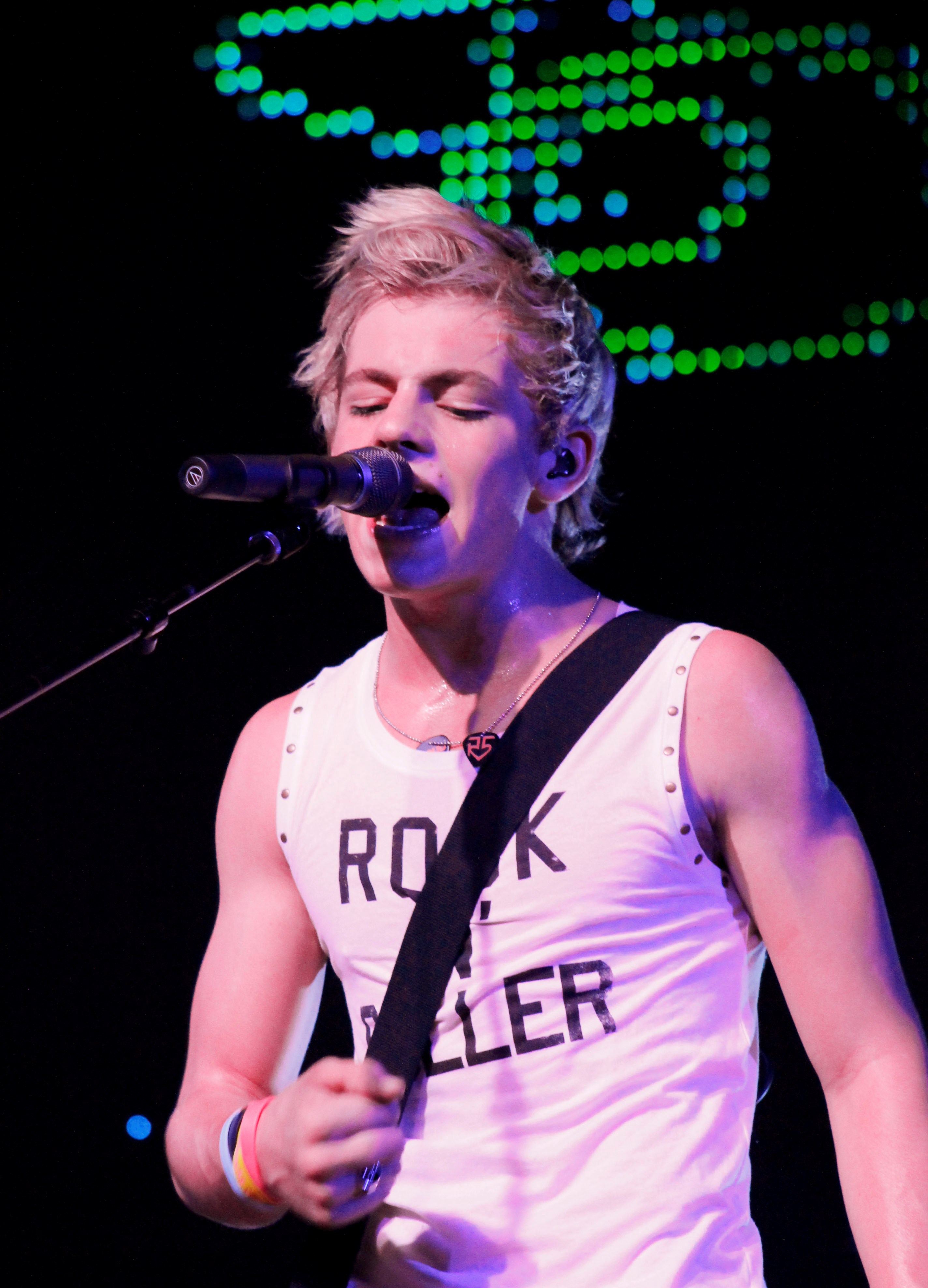
Lynch az R5 egyik fellépésén 2013-ban

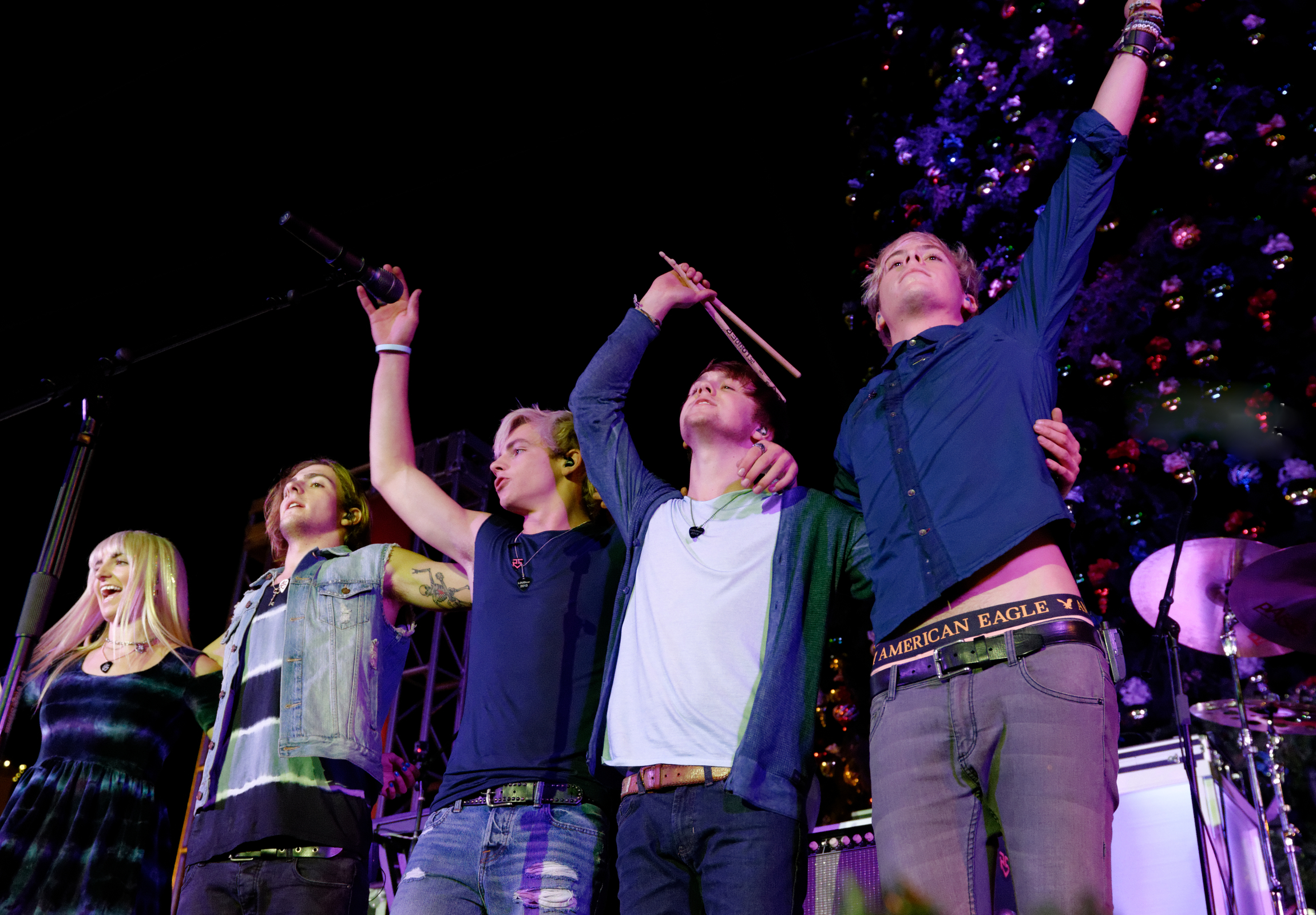
Egy R5 fellépésen Commerceben 2013-ban

Ross tagja volt az R5 nevű együttesnek, amelyben a testvéreivel és egy barátjával zenéltek. 2010-ben megjelent első önálló albumuk, ami a Ready Set Rock címet kapta. Még ez év szeptemberében aláírtak egy szerződést a Hollywood Records-szal. A második albumuk 2013 februárjában jelent meg és a Loud címet viseli. 2013 szeptemberében megjelent az első stúdióalbumuk is, ami a Louder címet viseli. Még ugyanebben az évben megjelent a Pass Me By című kislemezük is. Ehhez a dalhoz videoklipet is készítettek.
A harmadik kislemezük a (I Can't) Forget About You címet viseli. A negyedik kislemezük 2014-ben jelent meg és az One Last Dance címet kapta. 2014-ben megjelent két újabb albumuk is, a Live in London, valamint a Heart Made Up on You. 2015-ben megjelent már két kislemezük is, a Let's Not Be Alone Tonight és az All Night. 2015 júliusában jelent meg az együttes legújabb stúdióalbuma, ami a Sometime Last Night címet kapta. 2017-ben megjelent egy albumuk, valamint két kislemezük is. 2018-ban az együttes feloszlott.

### The Driver Era
2018. március 2-án megalakult a The Driver Era nevű bandája, amely banda Rossból és a testvéréből, Rocky Lynchből áll

## Filmográfia

### Filmek
| Év   | Eredeti cím           | Magyar cím                  | Szerep         | Magyar hang    |
| ---- | --------------------- | --------------------------- | -------------- | -------------- |
| 2010 | Grapple!              |                             | Aaron          |                |
| 2011 | A Day as Holly's Kids |                             |                |                |
| 2013 | Teen Beach Movie      | Tengerparti Tini Mozi       | Brady          | Borbíró András |
| 2014 | Muppets Most Wanted   | Muppet-krimi: Körözés alatt | Fiatal Florist |                |
| 2015 | Teen Beach 2          | Tengerparti Tini Mozi 2     | Brady          | Borbíró András |
| 2016 | Snowtime!             |                             | Piers          |                |
| 2017 | My Friend Dahmer      | Barátom, Dahmer             | Jeffrey Dahmer | Czető Ádám     |
| 2018 | Status Update         |                             | Kyle Moore     |                |

### Televízió
| Év        | Eredeti cím                    | Magyar cím                      | Szerep          | Megjegyzés                                                               |
| --------- | ------------------------------ | ------------------------------- | --------------- | ------------------------------------------------------------------------ |
| 2009      | Moises Rules!                  |                                 | Ross "The Boss" | 1 epizód                                                                 |
| 2011–2016 | Austin & Ally                  | Austin és Ally                  | Austin Moon     | Főszerep magyar hangja Borbíró András (1. hang) Kilin Bertalan (2. hang) |
| 2012      | Jessie                         | Jessie                          | Austin Moon     | 1 epizód                                                                 |
| 2013      | Ultimate Spider-Man            | A Pókember elképesztő kalandjai | Jack Russell    | 1 epizód                                                                 |
| 2015      | Violetta                       | Violetta                        | Önmaga          | 1 epizód magyar hangja Kilin Bertalan                                    |
| 2015      | Girl Meets World               | Riley a nagyvilágban            | Austin Moon     | 1 epizód                                                                 |
| 2018–2021 | Chilling Adventures of Sabrina | Sabrina hátborzongató kalandjai | Harvey Kinkle   | Főszerep magyar hangja Czető Roland                                      |

## Színház
| Év   | Cím           | Színház        | Szerep       |
| ---- | ------------- | -------------- | ------------ |
| 2016 | A Chorus Line | Hollywood Bowl | Mark Anthony |

## Diszkográfia

### Soundtrackek
| Cím                                 | Az album adatai                                                                            | Kiadások | Kiadások | Kiadások | Kiadások | Kiadások | Kiadások | Kiadások | Kiadások | Kiadások |
| Cím                                 | Az album adatai                                                                            | US       | US OST   | BEL      | CAN      | FRA      | NL       | NZ       | SPA      | UK       |
| ----------------------------------- | ------------------------------------------------------------------------------------------ | -------- | -------- | -------- | -------- | -------- | -------- | -------- | -------- | -------- |
| Austin és Ally                      | - Megjelenés: 2012. szeptember 11. - Formátum: CD, Digitális letöltés - Kiadó: Walt Disney | 27       | 1        | —        | —        | —        | —        | —        | —        | —        |
| Tengerparti Tini Mozi               | - Megjelenés: 2013. július 16 - Formátum: CD, Digitális letöltés - Kiadó: Walt Disney      | 3        | 1        | 176      | 14       | 76       | 56       | 30       | 15       | 36       |
| Austin & Ally: Turn It Up           | - Megjelenés: 2013. december 17. - Formats: CD, Digitális letöltés - Kiadó: Walt Disney    | 89       | 6        | —        | —        | —        | —        | —        | —        | —        |
| Austin & Ally: Take It from the Top | - Megjelenés: 2015. április 17. - Formats: CD, Digitális letöltés - Kiadó: Walt Disney     | —        | 23       | —        | —        | —        | —        | —        | —        | —        |
| Tengerparti Tini Mozi 2             | - Megjelenés: 2015. június 23. - Formátum: CD, Digitális letöltés - Kiadó: Walt Disney     | 10       | 1        | —        | —        | 129      | —        | —        | 67       | —        |
| "—" Nincs adat.                     |                                                                                            |          |          |          |          |          |          |          |          |          |

## Díjak és Jelölések
| Év   | Díj                             | Kategória                                     | Jelölés tárgya                  | Eredmény | Forr.  |
| ---- | ------------------------------- | --------------------------------------------- | ------------------------------- | -------- | ------ |
| 2013 | Nickelodeon Kids' Choice Awards | Favorite TV Actor                             | Austin és Ally                  | Elnyerte |        |
| 2013 | Radio Disney Music Awards       | Best Music Video                              | Heard It On The Radio           | Elnyerte |        |
| 2013 | Radio Disney Music Awards       | Funniest Celebrity Take                       | Önmaga                          | Jelölve  |        |
| 2014 | Nickelodeon Kids' Choice Awards | Favorite TV Actor                             | Austin és Ally                  | Elnyerte |        |
| 2014 | Teen Choice Awards              | Choice TV Actor: Comedy                       | Austin és Ally                  | Elnyerte |        |
| 2015 | Nickelodeon Kids' Choice Awards | Favorite TV Actor                             | Austin és Ally                  | Elnyerte |        |
| 2015 | Teen Choice Awards              | Choice Music: Song from a Movie or TV Show    | Tengerparti Tini Mozi 2         | Jelölve  |        |
| 2015 | Teen Choice Awards              | Choice Summer TV Star: Male                   | Tengerparti Tini Mozi 2         | Jelölve  |        |
| 2015 | Teen Choice Awards              | Choice TV: Chemistry (Laura Maranoval együtt) | Austin és Ally                  | Jelölve  |        |
| 2015 | Teen Choice Awards              | Choice TV Actor: Comedy                       | Austin és Ally                  | Elnyerte |        |
| 2016 | Nickelodeon Kid's Choice Awards | Favorite Male TV Star: Kid's Show             | Austin és Ally                  | Elnyerte |        |
| 2016 | Teen Choice Awards              | Choice TV Actor: Comedy                       | Austin és Ally                  | Elnyerte |        |
| 2019 | Teen Choice Awards              | Choice Sci-Fi/Fantasy TV Actor                | Sabrina hátborzongató kalandjai | Jelölve  | [ 36 ] |

## Fordítás
- Ez a szócikk részben vagy egészben  a   Ross Lynch című angol Wikipédia-szócikk fordításán alapul.  Az eredeti cikk szerkesztőit annak laptörténete sorolja fel. Ez a jelzés csupán a megfogalmazás eredetét és a szerzői jogokat jelzi, nem szolgál a cikkben szereplő információk forrásmegjelöléseként.